# Туя західна (пам'ятка)
Тýя зáхідна — колишній об'єкт природно-заповідного фонду Івано-Франківської області, ботанічна пам'ятка природи місцевого значення.

## Створення
Була оголошена рішенням Івано-Франківського облвиконкому 7.07.1972 року (селище міського типу Кути, Косівський район, вул. Снятинська). Площа — 0.01 га.

## Характеристика на момент створення
Дерево-екзот висотою 12 метрів, окружністю стовбура 138 см.

## Скасування
Рішенням Івано-Франківської обласної ради № 350-10 від 12.03.2004 пам'ятка була скасована.
Скасування статусу відбулось по причині того, що дерево всохло.